# Demi-Deuil
Demi-Deuil es el segundo álbum de estudio de la banda francesa de progressive metal Aygghon. Grabado en el estudio des Milans por Laurentx Etxemendi (Psykup, Manimal, Gojira) y lanzado el 25 de septiembre de 2006 por el sello discográfico Lycaena Productions.

## Lista de canciones
| N.º | Título                                            | Duración |  |
| 1.  | «Angiospermes»                                    | 4:15     |  |
| 2.  | «La Terre Dolente» (con Joe Duplantier de Gojira) | 4:10     |  |
| 3.  | «Saisons»                                         | 4:32     |  |
| 4.  | «Alerte»                                          | 4:30     |  |
| 5.  | «Système H2O»                                     | 3:39     |  |
| 6.  | «Rédemption»                                      | 5:07     |  |
| 7.  | «Lymph-homme»                                     | 4:11     |  |
| 8.  | «Face au Vent»                                    | 4:09     |  |
| 9.  | «Inachis Io»                                      | 2:54     |  |
| 10. | «Renaissance»                                     | 4:55     |  |
| 11. | «Contre-Courant»                                  | 3:45     |  |
| 12. | «L'Homme Cancer»                                  | 17:03    |  |

## Personal
- Maxx Annads – voz
- No Øne – guitarra, percusión
- C. Men – bajo
- NiH Hco – batería